# Мерианътшър
Мѐрианътшър (на английски: Merionethshire; на уелски: Sir Feirionnydd, Сир Вейрьо̀нид) е историческо графство в Уелс, съществуващо като административно-териториална единица в състава на Англия в периода от 1284 до 1888 г. Площта на графството е 1731 m2, а столицата е Долгелай.
Мерианътшър е граничил с уелските графства Монтгомъришър и Керъдигиън на юг, Денбишър на изток и Карнарвъншър на север.
Графството е било създадено от Едуард II през 1284 г. и е включено в състава на Англия.
Със Закона за местното управление от 1888 г., графството е преобразувано в административно графство Мерианътшър. След това териториалното деление на Уелс е изменено със Закона за местното управление от 1972 г. който създава административна система на две нива, според която земята на Мерианътшър влиза в състава на графство Гуинед, в качеството на териториална единица от второ ниво.
От 1996 г. до днес територията на Мерианътшър влиза в състава на административна област Гуинед.
|  | Тази страница частично или изцяло представлява превод на страницата „Мерионетшир“ в Уикипедия на руски. Оригиналният текст, както и този превод, са защитени от Лиценза „Криейтив Комънс – Признание – Споделяне на споделеното“, а за съдържание, създадено преди юни 2009 година – от Лиценза за свободна документация на ГНУ. Прегледайте историята на редакциите на оригиналната страница, както и на преводната страница, за да видите списъка на съавторите. ВАЖНО: Този шаблон се отнася единствено до авторските права върху съдържанието на статията. Добавянето му не отменя изискването да се посочват конкретни източници на твърденията, които да бъдат благонадеждни. |